# Хан, Джо
Джозеф (Джо) Хан (англ. Joseph «Joe» Hahn; род. 15 марта 1977, Даллас, Техас, США), более известен под сценическим именем Мистер Хан (англ. Mr. Hahn) — диджей группы Linkin Park, тёрнтейблист, клипмейкер и бэк-вокалист. Также является режиссёром.

## Биография

### Личная жизнь
Джо Хан родился в Далласе, Техас, но вырос в городе Глендейл, Калифорния. Хан принадлежит ко второму поколению корейцев, родившихся в США. Младший из трех детей в семье, есть две старшие сестры.
Окончил среднюю школу в Глендейле (англ. Herbert Hoover High School) в 1995 году. Затем поступил в школу искусств города Пасадена (англ. Art Center of College of Design), но так и не окончил её.
Хан стал первым американцем корейского происхождения, который получил премию «Грэмми», когда группа выиграла в 2002 награду «За лучшее хард-рок-исполнение» (англ. "Best Hard Rock Performance").
15 февраля 2005 года Хан женился на Карен Бенедит (англ. Karen Benedit). Пара развелась в 2009. 21 октября 2012 года состоялось бракосочетание Хана и Хайди Вон, а вскоре у пары родилась дочь Лола Хан.

### Карьера
В колледже Хан познакомился с Майком Шинодой и присоединился к его группе Xero, которая позже стала известна как Linkin Park.
Джо и Майк участвовали в записи хита «It’s Going Down» для группы The X-Ecutioners. Хан также участвовал в альбоме «The Rising Tied» сольного проекта Шиноды «Fort Minor».
Хан снял для Linkin Park почти половину музыкальных клипов, в том числе на песни «Numb», «Somewhere I Belong», «What I’ve Done», «Bleed It Out», «The Catalyst», «Waiting for the End», «Burning in the Skies», «Iridescent» и «Burn It Down». Также режиссировал клипы Xzibit’а и групп Story of the Year, Alkaline Trio. В 2003 в интервью рассказал MTV, что создание фильмов и клипов — это его страсть, и что музыка — его навязчивая идея. 

Также Хан создавал спецэффекты для сериала «Секретные материалы» (англ. The X-Files) и мини-сериала «Дюна» (англ. Frank Herbert's Dune). Срежиссировал короткий фильм, названный «Семя» (англ. The Seed), и получил права на производство фильма по китайской книге «Крысиный король» (англ. King Rat).
В 2010 году Хан сделал трейлер видеоигры «Medal of Honor», в котором играет сингл Linkin Park «The Catalyst» из альбома A Thousand Suns (2010). Также Хан режиссировал оригинальный клип на песню «The Catalyst», премьера которого состоялась 26 августа 2010 г. В том же году вышли клипы Linkin Park «Waiting for the End» и «Burning in the Skies». 13 апреля 2011 г., Шинода подтвердил, что режиссёром клипа «Iridescent» тоже будет Джо Хан. Съёмки начались на следующий день. Премьера состоялась 3 июня того же года на сайте телеканала «MTV». Съёмки видео на песню «Burn It Down», режиссёром которого стал Джо Хан, проходили с 27 по 29 марта, а премьера клипа состоялась 24 мая на американском «MTV» в 22:53 по московскому времени в рамках программы MTV First.

## Дискография
| Год  | Альбом              | Лейбл                                           |
| ---- | ------------------- | ----------------------------------------------- |
| 2000 | Hybrid Theory       | Warner Brothers Records                         |
| 2003 | Meteora             | Warner Brothers Records/Machine Shop Recordings |
| 2007 | Minutes to Midnight | Warner Brothers Records/Machine Shop Recordings |
| 2010 | A Thousand Suns     | Warner Brothers Records/Machine Shop Recordings |
| 2012 | Living Things       | Warner Brothers Records                         |
| 2014 | The Hunting Party   | Warner Brothers Records/Machine Shop Recordings |
| 2017 | One More Light      | Warner Brothers Records/Machine Shop Recordings |
| 2024 | From Zero           | Warner Brothers Records/Machine Shop Recordings |